# Funkstörung

Funkstörung (en allemand "interférence radio") est un duo de musiciens et producteurs d'Intelligent dance music, basé à Rosenheim, en Allemagne; composé de Christian de Luca (né le 11 mai 1974) et de Michael Fakesch (né le 8 mars 1975), il est connu pour ses rythmes complexes et ses lignes mélodiques, proche du travail de Autechre, sa musique incorporant des éléments de hip hop comme de pop-musique. 
Le duo réalise aussi de nombreux remixes, pour des artistes comme Jean Michel Jarre, Wu-Tang Clan ou Björk. Trois de ses albums sont des compilations de remixes.